# امریکن تاپ تیم
امریکن تاپ تیم (انگلیسی: American Top Team) یکی از اولین تیم‌های فعال در هنرهای رزمی ترکیبی است. این باشگاه در سال ۲۰۰۱ به‌عنوان یک سالن بدنسازی توسط دن لمبرت و اعضای پیشین باشگاه برزیلین تاپ تیم (شاگردان کارلسون گریسی) تأسیس شد و نخستین مربی آن مایکل توماس براون بود. از مبارزان سرشناس این تیم می‌توان به جوانا ژدرژیچک، جرج ماسویدال، آماندا نونز، گلوور تیشرا، کیلا هریسون، تیاگو آلوز و داستین پویریه اشاره کرد.